# Farschviller
Farschviller és un municipi francès, situat al departament del Mosel·la i a la regió del Gran Est. L'any 2007 tenia 1.510 habitants.

## Demografia

### Població
El 2007 la població de fet de Farschviller era de 1.510 persones. Hi havia 572 famílies, de les quals 104 eren unipersonals (40 homes vivint sols i 64 dones vivint soles), 188 parelles sense fills, 216 parelles amb fills i 64 famílies monoparentals amb fills.
La població ha evolucionat segons el següent gràfic:
Habitants censats

### Habitatges
El 2007 hi havia 614 habitatges, 578 eren l'habitatge principal de la família, 2 eren segones residències i 34 estaven desocupats. 518 eren cases i 96 eren apartaments. Dels 578 habitatges principals, 464 estaven ocupats pels seus propietaris, 98 estaven llogats i ocupats pels llogaters i 16 estaven cedits a títol gratuït; 2 tenien una cambra, 15 en tenien dues, 43 en tenien tres, 110 en tenien quatre i 408 en tenien cinc o més. 527 habitatges disposaven pel capbaix d'una plaça de pàrquing. A 240 habitatges hi havia un automòbil i a 288 n'hi havia dos o més.

### Piràmide de població
La piràmide de població per edats i sexe el 2009 era:
| Homes | Edats   | Dones |
| ----- | ------- | ----- |
| 0     | 95 o +  | 0     |
| 0     | 90 a 94 | 4     |
| 4     | 85 a 89 | 4     |
| 8     | 80 a 84 | 4     |
| 12    | 75 a 79 | 36    |
| 36    | 70 a 74 | 40    |
| 24    | 65 a 69 | 36    |
| 40    | 60 a 64 | 44    |
| 44    | 55 a 59 | 44    |
| 48    | 50 a 54 | 52    |
| 48    | 45 a 49 | 56    |
| 28    | 40 a 44 | 40    |
| 60    | 35 a 39 | 40    |
| 60    | 30 a 34 | 60    |
| 56    | 25 a 29 | 52    |
| 48    | 20 a 24 | 36    |
| 40    | 15 a 19 | 28    |
| 28    | 10 a 14 | 40    |
| 56    | 5 a 9   | 40    |
| 28    | 0 a 4   | 20    |

## Economia
El 2007 la població en edat de treballar era de 973 persones, 634 eren actives i 339 eren inactives. De les 634 persones actives 566 estaven ocupades (316 homes i 250 dones) i 68 estaven aturades (26 homes i 42 dones). De les 339 persones inactives 107 estaven jubilades, 78 estaven estudiant i 154 estaven classificades com a «altres inactius».

### Ingressos
El 2009 a Farschviller hi havia 573 unitats fiscals que integraven 1.493 persones, la mediana anual d'ingressos fiscals per persona era de 17.043 €.

### Activitats econòmiques
Dels 30 establiments que hi havia el 2007, 2 eren d'empreses alimentàries, 1 d'una empresa de fabricació d'altres productes industrials, 11 d'empreses de construcció, 5 d'empreses de comerç i reparació d'automòbils, 3 d'empreses d'hostatgeria i restauració, 1 d'una empresa financera, 3 d'empreses de serveis, 1 d'una entitat de l'administració pública i 3 d'empreses classificades com a «altres activitats de serveis».
Dels 14 establiments de servei als particulars que hi havia el 2009, 1 era una oficina bancària, 3 paletes, 4 fusteries, 3 electricistes, 2 perruqueries i 1 restaurant.
Els 3 establiments comercials que hi havia el 2009 eren fleques.
L'any 2000 a Farschviller hi havia 3 explotacions agrícoles.

## Equipaments sanitaris i escolars
L'únic equipament sanitari que hi havia el 2009 era un centre de salut.
El 2009 hi havia una escola elemental.

## Poblacions més properes
El següent diagrama mostra les poblacions més properes.